# 44. Kongress der Vereinigten Staaten
Der 44. Kongress der Vereinigten Staaten, bestehend aus dem Repräsentantenhaus und dem Senat, war die Legislative der Vereinigten Staaten. Seine Legislaturperiode dauerte vom 4. März 1875 bis zum 4. März 1877. Alle Abgeordneten des Repräsentantenhauses sowie ein Drittel der Senatoren (Klasse I) waren im Jahr 1874 bei den Kongresswahlen gewählt worden. Dabei ergaben sich in den beiden Kammern unterschiedliche Mehrheiten. Im Senat hatte die Republikanische Partei die Mehrheit, während die Demokraten das Repräsentantenhaus kontrollierten. Der Kongress tagte in der amerikanischen Bundeshauptstadt Washington, D.C. Präsident war der Republikaner Ulysses S. Grant. Die Vereinigten Staaten bestanden damals aus 38 Bundesstaaten, wobei der 38. Staat, Colorado am 1. August 1876 der Union beitrat. Die Sitzverteilung im Repräsentantenhaus basierte auf der Volkszählung von 1870.

## Wichtige Ereignisse
Siehe auch 1875 1876 und 1877
- 4. März 1875: Beginn der Legislaturperiode des 44. Kongresses
- Während der gesamten Legislaturperiode gehen die Indianerkriege weiter. Außerdem leidet das Land nach wie vor unter einer seit 1873 anhaltenden Wirtschaftskrise. Darüber hinaus geht auch noch die Reconstruction Zeit weiter.
- 22. November 1875: Vizepräsident Henry Wilson stirbt an den Folgen eines Schlaganfalls. Damit wird auch das Amt des offiziellen Senatspräsidenten vakant.
- 7. März 1876: Alexander Graham Bell erhält ein Patent auf das von ihm erfundene Telefon.
- 25. Juni 1876: Bei der Schlacht am Little Bighorn wird das 7. US-Kavallerieregiment unter George Armstrong Custer von Indianern der Lakota-Sioux, Arapaho und Cheyenne unter ihren Führern Sitting Bull, Crazy Horse und Gall am Little Bighorn River im heutigen Montana vernichtend geschlagen. Die Armee hat 268 Gefallene, unter ihnen Custer, und 55 Verwundete und Vermisste zu beklagen.
- 4. Juli 1876: Die USA feiern den 100. Jahrestag der Unabhängigkeitserklärung.
- 1. August 1876: Colorado wird 38. Bundesstaat der USA.
- 7. November 1876: Präsidentschafts- und Kongresswahlen in den USA. Für die knappe Präsidentschaftswahl siehe Präsidentschaftswahl in den Vereinigten Staaten 1876. Erst am 2. März 1877 wird ein Kompromiss gefunden, der Rutherford B. Hayes die Präsidentschaft einbringt. Gleichzeitig endet die Reconstruction Zeit. Bei den Kongresswahlen ergeben sich in den beiden Kammern unterschiedliche Mehrheiten. Im Senat hat die Republikanische Partei die Mehrheit und im Repräsentantenhaus stellt die Demokratische Partei die meisten Abgeordneten.

## Die wichtigsten Gesetze
In den Sitzungsperioden des 44. Kongresses wurden unter anderem folgende Bundesgesetze verabschiedet (siehe auch: Gesetzgebungsverfahren):
- 3. März 1877: Desert Land Act

## Zusammensetzung nach Parteien

### Senat
- Demokratische Partei: 28
- Republikanische Partei: 46
- Sonstige: 1
- Vakant: 1

Gesamt: 76 Noch ohne Colorados Senatoren

### Repräsentantenhaus
- Demokratische Partei: 182
- Republikanische Partei: 103
- Sonstige: 8
- Vakant: 0

Gesamt: 293
Außerdem gab es noch neun nicht stimmberechtigte Kongressdelegierte.

## Amtsträger

### Senat
- Präsident des Senats: Henry Wilson (R) bis zum 22. November 1875. Danach ist das Amt vakant.
- Präsident pro tempore: Thomas W. Ferry (R)

### Repräsentantenhaus
- Sprecher des Repräsentantenhauses: Michael C. Kerr (D) bis zum 19. August 1876, danach Samuel J. Randall (D)

## Senatsmitglieder
Im 44. Kongress vertraten folgende Senatoren ihre jeweiligen Bundesstaaten:
| Alabama - 2. George Goldthwaite (D) - 3. George E. Spencer (R) Arkansas - 2. Powell Clayton (R) - 3. Stephen Wallace Dorsey (R) Kalifornien - 1. Newton Booth (IR = Unabhängiger Republikaner) - 3. Aaron Augustus Sargent (R) Colorado - 2. Henry Moore Teller (R) ab dem 15. November 1876 - 3. Jerome Bunty Chaffee (R) ab dem 15. November 1876 Connecticut - 1. William W. Eaton (D) - 3. Orris S. Ferry (R) bis zum 21. November 1875 - James E. English (D) Vom 27. November 1875 bis zum 17. Mai 1876 - William Henry Barnum (D) ab dem 18. Mai 1876 Delaware - 1. Thomas F. Bayard (D) - 2. Eli M. Saulsbury (D) Florida - 1. Charles W. Jones (D) - 3. Simon B. Conover (R) Georgia - 2. Thomas M. Norwood (D) - 3. John Brown Gordon (D) Illinois - 2. John A. Logan (R) - 3. Richard James Oglesby (R) Indiana - 1. Joseph E. McDonald (D) - 3. Oliver Morton (R) Iowa - 2. George G. Wright (R) - 3. William B. Allison (R) Kansas - 2. James Madison Harvey (R) - 3. John James Ingalls (R) Kentucky - 2. John W. Stevenson (D) - 3. Thomas C. McCreery (D) Louisiana - 2. Joseph R. West (R) - 3. James B. Eustis (D) ab dem 12. Januar 1876 Maine - 1. Hannibal Hamlin (R) - 2. Lot M. Morrill (R) bis zum 7. Juli 1876 - James G. Blaine (R) ab dem 10. Juli 1876 Maryland - 1. William Pinkney Whyte (D) - 3. George R. Dennis (D) Massachusetts - 1. Henry L. Dawes (R) - 2. George S. Boutwell (R) Michigan - 1. Isaac P. Christiancy (R) - 2. Thomas W. Ferry (R) Minnesota - 1. Samuel McMillan (R) - 2. William Windom (R) | Mississippi - 1. Blanche Bruce (R) - 2. James L. Alcorn (R) Missouri - 1. Francis Cockrell (D) - 3. Lewis V. Bogy (D) Nebraska - 1. Algernon Sidney Paddock (R) - 2. Phineas Warren Hitchcock (R) Nevada - 1. William Sharon (R) ab dem 2. April 1875 - 3. John P. Jones (R) New Hampshire - 2. Aaron H. Cragin (R) - 3. Bainbridge Wadleigh (R) New Jersey - 1. Theodore Fitz Randolph (D) - 2. Frederick T. Frelinghuysen (R) New York - 1. Francis Kernan (D) - 3. Roscoe Conkling (R) North Carolina - 2. Matt Whitaker Ransom (D) - 3. Augustus Summerfield Merrimon (D) Ohio - 1. Allen G. Thurman (D) - 3. John Sherman (R) Oregon - 2. James K. Kelly (D) - 3. John H. Mitchell (R) Pennsylvania - 1. William A. Wallace (D) - 3. Simon Cameron (R) Rhode Island - 1. Ambrose Burnside (R) - 2. Henry B. Anthony (R) South Carolina - 2. Thomas J. Robertson (R) - 3. John J. Patterson (R) Tennessee - 1. Andrew Johnson (D) bis zum 31. Juli 1875 - David M. Key (D) Vom 18. August 1875 bis zum 19. Januar 1877 - James E. Bailey (D) ab dem 19. Januar 1877 - 2. Henry Cooper (D) Texas - 1. Samuel B. Maxey (D) - 2. Morgan C. Hamilton (R) Vermont - 1. George F. Edmunds (R) - 3. Justin Smith Morrill (R) Virginia - 1. Robert E. Withers (D) - 2. John W. Johnston (D) West Virginia - 1. Allen T. Caperton (D) bis zum 26. Juli 1876 - Samuel Price (D) Vom 26. August 1876 bis zum 26. Januar 1877 - Frank Hereford (D) ab dem 31. Januar 1877 - 2. Henry G. Davis (D) Wisconsin - 1. Angus Cameron (R) - 3. Timothy Otis Howe (R) |

## Mitglieder des Repräsentantenhauses
Folgende Kongressabgeordnete vertraten im 44. Kongress die Interessen ihrer jeweiligen Bundesstaaten:
| Alabama 6 Wahlbezirke und zwei staatsweit gewählte Abgeordnete - 1. Jeremiah Haralson (R) - 2. Jeremiah Norman Williams (D) - 3. Taul Bradford (D) - 4. Charles Hays (R) - 5. John Henry Caldwell (D) - 6. Goldsmith W. Hewitt (D) - 7. William Henry Forney (D) staatsweit gewählt - 8. Burwell Boykin Lewis (D) staatsweit gewählt Arkansas 4 Wahlbezirke - 1. Lucien C. Gause (D) - 2. William Ferguson Slemons (D) - 3. William Wallace Wilshire (D) - 4. Thomas M. Gunter (D) Kalifornien 4 Wahlbezirke - 1. William Adam Piper (D) - 2. Horace F. Page (R) - 3. John K. Luttrell (D) - 4. Peter D. Wigginton (D) Colorado Staatsweite Wahl - James B. Belford (R) ab dem 3. Oktober 1876 Connecticut 4 Wahlbezirke - 1. George M. Landers (D) - 2. James Phelps (D) - 3. Henry H. Starkweather (R) bis zum 28. Januar 1876 - John T. Wait (R) ab dem 12. April 1876 - 4. William Henry Barnum (D) bis zum 18. Mai 1876 - Levi Warner (D) ab dem 4. Dezember 1876 Delaware Staatsweite Wahl - James Williams (D) Florida Zwei Wahlbezirke - 1. William J. Purman (R) - 2. Josiah T. Walls (R) bis zum 19. April 1876 - Jesse Johnson Finley (D) ab dem 19. April 1876 Georgia 9 Wahlbezirke - 1. Julian Hartridge (D) - 2. William Ephraim Smith (D) - 3. Philip Cook (D) - 4. Henry R. Harris (D) - 5. Milton A. Candler (D) - 6. James Henderson Blount (D) - 7. William Harrell Felton (ID = Unabhängiger Demokrat) - 8. Alexander Hamilton Stephens (D) - 9. Benjamin Harvey Hill (D) vom 5. Mai 1875 bis zum 3. März 1877 Illinois 19 Wahlbezirke - 1. Bernard G. Caulfield (D) - 2. Carter Harrison, Sr. (D) - 3. Charles B. Farwell (R) bis zum 6. Mai 1876 - John V. Le Moyne (D) ab dem 6. Mai 1876 - 4. Stephen A. Hurlbut (R) - 5. Horatio C. Burchard (R) - 6. Thomas J. Henderson (R) - 7. Alexander Campbell (Unabhängiger) - 8. Greenbury L. Fort (R) - 9. Richard H. Whiting (R) - 10. John C. Bagby (D) - 11. Scott Wike (D) - 12. William McKendree Springer (D) - 13. Adlai Ewing Stevenson (D) - 14. Joseph Gurney Cannon (R) - 15. John R. Eden (D) - 16. William A. J. Sparks (D) - 17. William Ralls Morrison (D) - 18. William Hartzell (D) - 19. William B. Anderson (Unabhängiger) Indiana 13 Wahlbezirke - 1. Benoni S. Fuller (D) - 2. James D. Williams (D) bis zum 1. Dezember 1876 - Andrew Humphreys (D) ab dem 5. Dezember 1876 - 3. Michael C. Kerr (D) bis zum 19. August 1876 - Nathan T. Carr (D) ab dem 5. Dezember 1876 - 4. Jeptha D. New (D) - 5. William S. Holman (D) - 6. Milton S. Robinson (R) - 7. Franklin Landers (D) - 8. Morton C. Hunter (R) - 9. Thomas J. Cason (R) - 10. William S. Haymond (D) - 11. James La Fayette Evans (R) - 12. Andrew H. Hamilton (D) - 13. John Harris Baker (R) Iowa 9 Wahlbezirke - 1. George Washington McCrary (R) - 2. John Q. Tufts (R) - 3. Lucien Lester Ainsworth (D) - 4. Henry Otis Pratt (R) - 5. James Wilson (R) - 6. Ezekiel S. Sampson (R) - 7. John A. Kasson (R) - 8. James W. McDill (R) - 9. S. Addison Oliver (R) Kansas 3 Wahlbezirke - 1. William A. Phillips (R) - 2. John R. Goodin (D) - 3. William R. Brown (R) Kentucky 10 Wahlbezirke - 1. Andrew Boone (D) - 2. John Young Brown (D) - 3. Charles W. Milliken (D) - 4. J. Proctor Knott (D) - 5. Edward Y. Parsons (D) bis zum 8. Juli 1876 - Henry Watterson (D) ab dem 12. August 1876 - 6. Thomas Laurens Jones (D) - 7. Joseph Blackburn (D) - 8. Milton J. Durham (D) - 9. John D. White (R) - 10. John Blades Clarke (D) Louisiana 6 Wahlbezirke - 1. Randall L. Gibson (D) - 2. E. John Ellis (D) - 3. Chester Bidwell Darrall (R) - 4. William M. Levy (D) - 5. Frank Morey (R) bis zum 8. Juni 1876 - William B. Spencer (D) vom 8. Juni 1876 bis zum 8. Januar 1877 - 6. Charles E. Nash (R) Maine 5 Wahlbezirke - 1. John H. Burleigh (R) - 2. William P. Frye (R) - 3. James G. Blaine (R) bis zum 10. Juli 1876 - Edwin Flye (R) ab dem 4. Dezember 1876 - 4. Harris M. Plaisted (R) ab dem 13. September 1875 - 5. Eugene Hale (R) Maryland 6 Wahlbezirke. - 1. Philip F. Thomas (D) - 2. Charles Boyle Roberts (D) - 3. William J. O’Brien (D) - 4. Thomas Swann (D) - 5. Eli Jones Henkle (D) - 6. William Walsh (D) Massachusetts 11 Wahlbezirke - 1. James Buffinton (R) bis zum 7. März 1875 - William W. Crapo (R) ab dem 2. November 1875 - 2. Benjamin W. Harris (R) - 3. Henry L. Pierce (R) - 4. Rufus S. Frost (R) bis zum 28. Juli 1876 - Josiah Gardner Abbott (D) ab dem 28. Juli 1878 - 5. Nathaniel Prentiss Banks (Unabhängiger) - 6. Charles Perkins Thompson (D) - 7. John K. Tarbox (D) - 8. William W. Warren (D) - 9. George Frisbie Hoar (R) - 10. Julius Hawley Seelye (Unabhängiger) - 11. Chester W. Chapin (R) Michigan 9 Wahlbezirke - 1. Alpheus S. Williams (D) - 2. Henry Waldron (R) - 3. George Willard (R) - 4. Allen Potter (D) - 5. William B. Williams (R) - 6. George H. Durand (D) - 7. Omar D. Conger (R) - 8. Nathan B. Bradley (R) - 9. Jay Abel Hubbell (R) Minnesota 3. Wahlbezirke - 1. Mark H. Dunnell (R) - 2. Horace B. Strait (R) - 3. William S. King (R) Mississippi 6 Wahlbezirke - 1. Lucius Lamar (D) - 2. Guilford Wiley Wells (IR= Unabhängiger Republikaner) - 3. Hernando Money (D) - 4. Otho R. Singleton (D) - 5. Charles E. Hooker (D) - 6. John R. Lynch (R) Missouri 13 Wahlbezirke - 1. Edward C. Kehr (D) - 2. Erastus Wells (D) - 3. William Henry Stone (D) - 4. Robert Anthony Hatcher (D) - 5. Richard P. Bland (D) - 6. Charles Henry Morgan (D) - 7. John Finis Philips (D) - 8. Benjamin Joseph Franklin (D) - 9. David Rea (D) - 10. Rezin A. De Bolt (D) - 11. John Bullock Clark (D) - 12. John Montgomery Glover (D) - 13. Aylett Hawes Buckner (D) | Nebraska Staatsweite Wahl - Lorenzo Crounse (R) Nevada Staatsweite Wahl - William Woodburn (R) New Hampshire 3 Wahlbezirke - 1. Frank Jones (D) - 2. Samuel Newell Bell (D) - 3. Henry W. Blair (R) New Jersey 7 Wahlbezirke - 1. Clement Hall Sinnickson (R) - 2. Samuel A. Dobbins (R) - 3. Miles Ross (D) - 4. Robert Hamilton (D) - 5. Augustus W. Cutler (D) - 6. Frederick Halstead Teese (D) - 7. Augustus Albert Hardenbergh (D) New York 33 Wahlbezirke - 1. Henry B. Metcalfe (D) - 2. John G. Schumaker (D) - 3. Simeon B. Chittenden (IR) - 4. Archibald Meserole Bliss (D) - 5. Edwin R. Meade (D) - 6. Samuel S. Cox (D) - 7. Smith Ely (D) bis zum 11. Dezember 1876 - David Dudley Field (D) ab dem 11. Januar 1877 - 8. Elijah Ward (D) - 9. Fernando Wood (D) - 10. Abram Hewitt (D) - 11. Benjamin A. Willis (D) - 12. Nathaniel H. Odell (D) - 13. John O. Whitehouse (D) - 14. George M. Beebe (D) - 15. John H. Bagley (D) - 16. Charles H. Adams (R) - 17. Martin I. Townsend (R) - 18. Andrew Williams (R) - 19. William A. Wheeler (R) - 20. Henry H. Hathorn (R) - 21. Samuel Franklin Miller (R) - 22. George A. Bagley (R) - 23. Scott Lord (D) - 24. William H. Baker (R) - 25. Elias W. Leavenworth (R) - 26. Clinton D. MacDougall (R) - 27. Elbridge G. Lapham (R) - 28. Thomas C. Platt (R) - 29. Charles C. B. Walker (R) - 30. John M. Davy (R) - 31. George Gilbert Hoskins (R) - 32. Lyman K. Bass (D) - 33. Nelson I. Norton (R) ab dem 6. Dezember 1875 North Carolina 8 Wahlbezirke - 1. Jesse Johnson Yeates (D) - 2. John Adams Hyman (R) - 3. Alfred Moore Waddell (D) - 4. Joseph J. Davis (D) - 5. Alfred Moore Scales (D) - 6. Thomas Samuel Ashe (D) - 7. William M. Robbins (D) - 8. Robert B. Vance (D) Ohio 20 Wahlbezirke - 1. Milton Sayler (D) - 2. Henry B. Banning (D) - 3. John S. Savage (D) - 4. John A. McMahon (D) - 5. Americus V. Rice (D) - 6. Frank H. Hurd (D) - 7. Lawrence T. Neal (D) - 8. William Lawrence (R) - 9. Earley F. Poppleton (D) - 10. Charles Foster (R) - 11. John L. Vance (D) - 12. Ansel T. Walling (D) - 13. Milton I. Southard (D) - 14. Jacob Pitzer Cowan (D) - 15. Nelson H. Van Vorhes (R) - 16. Lorenzo Danford (R) - 17. Laurin D. Woodworth (R) - 18. James Monroe (R) - 19. James A. Garfield (R) - 20. Henry B. Payne (D) Oregon Staatsweite Wahl - George Augustus La Dow (D) bis zum 1. Mai 1875 - Lafayette Lane (D) ab dem 25. Oktober 1875 Pennsylvania 27 Wahlbezirke. - 1. Chapman Freeman (R) - 2. Charles O’Neill (R) - 3. Samuel J. Randall (D) - 4. William D. Kelley (R) - 5. John Robbins (D) - 6. Washington Townsend (R) - 7. Alan Wood (R) - 8. Hiester Clymer (D) - 9. Abraham Herr Smith (R) - 10. William Mutchler (D) - 11. Francis Dolan Collins (D) - 12. Winthrop Welles Ketcham (R) bis zum 19. Juli 1876 - William Henry Stanton (D) ab dem 7. November 1876 - 13. James Bernard Reilly (D) - 14. John Black Packer (R) - 15. Joseph Powell (D) - 16. Sobieski Ross (R) - 17. John Reilly (D) - 18. William Stenger (D) - 19. Levi Maish (D) - 20. Levi A. Mackey (D) - 21. Jacob Turney (D) - 22. James Herron Hopkins (D) - 23. Alexander Gilmore Cochran (D) - 24. John Winfield Wallace (R) - 25. George A. Jenks (D) - 26. James Sheakley (D) - 27. Albert Gallatin Egbert (D) Rhode Island 2 Wahlbezirke - 1. Benjamin T. Eames (R) - 2. Latimer Whipple Ballou (R) South Carolina 5 Wahlbezirke. - 1. Joseph Hayne Rainey (R) - 2. Edmund Mackey (IR) bis zum 19. Juli 1876 - Charles W. Buttz (R) ab dem 7. November 1876 - 3. Solomon L. Hoge (R) - 4. Alexander S. Wallace (R) - 5. Robert Smalls (R) Tennessee 10 Wahlbezirke - 1. William McFarland (D) - 2. Jacob Montgomery Thornburgh (R) - 3. George Gibbs Dibrell (D) - 4. Samuel McClary Fite (D) bis zum 23. Oktober 1875 - Haywood Yancey Riddle (D) ab dem 4. Dezember 1875 - 5. John Morgan Bright (D) - 6. John Ford House (D) - 7. Washington C. Whitthorne (D) - 8. John Atkins (D) - 9. William Parker Caldwell (D) - 10. H. Casey Young (D) Texas 6 Wahlbezirke. - 1. John Henninger Reagan (D) - 2. David B. Culberson (D) - 3. James W. Throckmorton (D) - 4. Roger Q. Mills (D) - 5. John Hancock (D) - 6. Gustav Schleicher (D) Vermont 3 Wahlbezirke - 1. Charles Herbert Joyce (R) - 2. Dudley Chase Denison (IR) - 3. George Whitman Hendee (R) Virginia 9 Wahlbezirke - 1. Beverly B. Douglas (D) - 2. John Goode (D) - 3. Gilbert Carlton Walker (D) - 4. William Stowell (R) - 5. George Cabell (D) - 6. John Tucker (D) - 7. John T. Harris (D) - 8. Eppa Hunton (D) - 9. William Terry (D) West Virginia 3 Wahlbezirke - 1. Benjamin Wilson (D) - 2. Charles J. Faulkner (D) - 3. Frank Hereford (D) bis zum 31. Januar 1877 Wisconsin 8 Wahlbezirke - 1. Charles G. Williams (R) - 2. Lucien B. Caswell (R) - 3. Henry S. Magoon (R) - 4. William Pitt Lynde (D) - 5. Samuel D. Burchard (D) - 6. Alanson M. Kimball (R) - 7. Jeremiah McLain Rusk (R) - 8. George W. Cate (D) |

Nicht stimmberechtigte Mitglieder im Repräsentantenhaus:
- Arizona-Territorium: Hiram Sanford Stevens (D)
- Colorado-Territorium: Thomas Patterson (D)  bis 1. Aug 1876
- Dakota-Territorium: Jefferson P. Kidder (R)
- Idaho-Territorium: Thomas Warren Bennett (Unabhängiger) bis zum 23. Juni 1876
  - Stephen Southmyd Fenn (D) ab dem 23. Juni 1876
- Montana-Territorium: Martin Maginnis (D)
- New-Mexico-Territorium: Stephen Benton Elkins (R)
- Utah-Territorium: George Q. Cannon (R)
- Washington-Territorium: Orange Jacobs (R)
- Wyoming-Territorium: William Randolph Steele (D)